# 白井貴子 (歌手)
白井 貴子（しらい たかこ、1959年1月19日 - ）は、日本の女性歌手、シンガーソングライター。神奈川県藤沢市出身。
ソロシンガーとしての活動のほかに、白井貴子 & THE CRAZY BOYSとしてバンド活動を行っている。また、環境保全運動への取り組みでも知られる。甥はギタリストの白井岬。

## 来歴

### デビュー前
実家は神奈川県藤沢市にあるが、父親の仕事の都合（いわゆる転勤族）で大阪・福岡・名古屋にそれぞれ1年間住んだ。中高校生の時は京都で過ごし、中学は桂中学校、高校は京都女子高等学校に通っていた。
3歳当時は、自宅に先生を通わせてピアノも習っていたが、本人は練習が嫌で垣根を飛び越えて逃げ出すような女の子だった。かつてレギュラー出演していた『サンデーモーニング』内ではバイオリンを習っていた時期もあったと発言している。これだけだと随分裕福な家庭のようだが、本人いわく「父は普通のサラリーマン」。一日中外で遊んでいるような活発な子供で、藤沢市の小学校水泳大会（平泳ぎ）で2年連続優勝したり、女子サッカー部でフォワードを担当していた。
少女時代の一時期、大のビートルズマニアである叔父が同居しており、3歳頃からビートルズやローリング・ストーンズの音楽を頻繁に聴いていた（白井本人は、覚えていないと語っている）。15歳の頃より不意にメロディーが浮かぶことがあったが、この頃はまだ楽譜の書き方も知らなかったため、作品にはなってはいない。高校時代は京都の河原町の喫茶店でよくレコードを聴いていた。アルバム『BOB』に収録されている「ガラスの天井」の歌詞にあるように、17歳のとき初めてミュージシャンになることを考え始めた。
最終学歴はフェリス女学院短期大学音楽科（幼児教育ピアノ科）。卒業後は家具会社で働きながらアマチュアバンドで歌っていたが、仲間が勝手にデモテープをソニーへ送り、プロへの道が開けることになった。

### 1980年代
1980年、ソニーSDグループの新人オーディションに合格し、1981年11月1日、シングル「内気なマイ・ボーイ」をリリースして歌手デビューした。当時のキャッチフレーズは「世界一キュートなシンガーソングライター」。
所属事務所の先輩である佐野元春のバックコーラス「プリティ・フラミンゴス」の一員としてライヴとレコーディングに参加。1982年、佐野の「SOMEDAY」をシングルカバーしたほか、佐野が沢田研二に提供した「Vanity Factory」をライヴで歌っていた。
初期はジーンズ姿で歌っていたが、関係者から「もっとファンのものにならないと売れないよ」と諭されたのがきっかけで、ミニスカートで歌うようになった。ただし、「ライブ中は見られてもいいように下着の上に水着をはいてる」と発言したことがある。当時はスタイリストがついておらず、自分でデザインを考え、生地を買ってきて、母親が手縫いで衣装を作ってくれた。
精力的なライブ活動を行う中でニューミュージック系から次第にロック色を強めてゆき、1984年、9枚目のシングル「Chance!」がセールス10.9万枚、オリコンチャート12位のスマッシュヒットを記録した。井筒和幸監督が撮影するシチズン時計のCMソングのオファーが来て、「今がチャンスだ」と唱えていたら、この曲のサビのメロディーができたという。
1985年より、5人の男性サポートバンドメンバーとともに『白井貴子 & CRAZY BOYS』名義での活動を行う。開演と同時に観客が総立ちになるライブパフォーマンスから「学園祭の女王」「ロックの女王」「総立ちの貴子」などと呼ばれ、山下久美子やアン・ルイス、浜田麻里らとともに日本の女性ロックシンガーの先駆け的存在となった。「ロックンロールエンジェル」の名の下に、渋谷LIVE INN10days（7,000人動員）、新宿厚生年金会館5days、日本武道館、西武球場など、大規模なコンサートを次々と成功させていった。
ラジオの深夜放送番組のパーソナリティとしても人気があり、1983年から1986年にかけてニッポン放送の『白井貴子のオールナイトニッポン』（火曜2部）、1984年から1986年にかけて島田紳助とともにMBSラジオ「ヤングタウン」の木曜パーソナリティを担当した。オールナイトニッポンではデビュー前の尾崎豊が「白井貴子に会いたい」と訪ねてきたが、追い返したというエピソードがある。ヤングタウンでは鈴鹿8時間耐久ロードレース（鈴鹿8耐）に出場するチーム・シンスケの応援歌「Next Gate」を作曲し、1986年の鈴鹿8耐で前夜祭ライブを行った。
1987年、ロンドンで録音した2枚組アルバム『COSMIC CHILD』がオリコン最高3位を獲得。しかし、アルバムやライブの評価に比べるとシングルのメジャーヒットに恵まれなかった。20代の終わりに差し掛かり、多忙なスケジュールと「売れる」という結果を求められ続ける中で、音楽業界に疲弊するようになった。そんな時、ロンドンで野生のマーガレットの花を見て「大地に根を張り生きる」ことの大切さを気づき、人生を見つめ直すきっかけになった。
1987年以降は段階的に仕事を減らしてゆき、1988年春には事務所もレコード会社も辞め、音楽活動を一時休止。CRAZY BOYSのリードギター本田清巳と共に渡英し、ロンドンで家を購入して2年間暮らした。移住生活の中で自分が日本人であることを改めて認識し、「もっと日本語を大切にする音楽家になりたい」という思うようになった。また、自然豊かな暮らしと物を大切にする文化の中で、エコロジーへの関心も深まっていった。

### 1990年代
1990年に帰国し、音楽活動を再開。それまでのロックミュージシャンとしての活動とは違い、ポップス色を強めた楽曲が増える。また、音楽番組以外へのテレビ出演も増えていく。
1993年、本田清巳と結婚。「私たち2人は結婚という形式に縛られるつもりは無かったけれど親を安心させたくて（笑）」と本人がテレビで語った。同年、横浜市立倉田小学校の校歌の作詞・作曲を手がけた。校歌としては前代未聞といわれる歌詞とアップテンポなメロディで、タイトルは『大好き 倉田小』。
1994年、デビュー以来在籍したアップフロント（旧ヤングジャパン）から独立。1995年、TBSテレビ『世界ウルルン滞在記』のレポーターとしてセネガル共和国を訪問。現地の音楽家に弟子入りし、アフリカ音楽のルーツに触れる。この体験以降、ポップス色の強いものからアコースティックへと変わっていく。ミニライブなどでは、本田のアコースティック・ギター1本で歌うことが増えた。1996年に自主レーベル『ROD』（River Of Dreams）を設立し、鎌倉の自宅スタジオで音楽制作を行う。
NHK総合テレビ『ひるどき日本列島』にゲストレポーターとして出演したとき番組史上最高の視聴率を記録したことから、1996年から3年間レギュラーを務め、全国150ヵ所を旅することになる。番組内での自己紹介は「青空の好きなロックシンガー」。初のNHKのレギュラーに、父親は「どこへ行ってもお前の事を聞かれる」と喜んだ。ロックミュージシャンとしてのプライドのため「おじいさんなんかと楽しく話せるようになるまで時間がかかった」。番組テーマ曲「元気にな〜れ!」はその後、全国女子硬式野球の応援歌として愛唱されている。
1999年には「ROD」からのアルバム『LIVING』を発売。同じ頃、個人事務所も設立。事務所社長は夫の本田清巳。それ以後は紀行番組のレポーターとしても多数出演。地球環境にも造詣を深め、各地で講演・啓発活動などに出演した。ミュージシャンがエコロジーという言葉を使い始める以前からリサイクルできるCDジャケットやパッケージなどを提案していたが、当時はコストがかかりすぎるという理由で実現困難だった。

### 2000年代
2000年代初め、南伊豆町で見つけた3000坪（9900平方メートル）の森を購入し、「マーガレットグラウンド」と名付け、トレーラーハウスを置いて寝泊まりし、創作活動も行っている。
2001年には、『ROD』名義の2枚目のアルバム『HANA』を発売。かながわ環境大使に就任（2019年まで）。神奈川県2001年「希望の年」記念事業の一環として、2001年記念音楽祭のために作られた合唱曲『ふるさとの風になりたい』を作曲（作詞は一般公募で選ばれた星合節子）。初の『Dream Power ジョン・レノン スーパー・ライヴ 2001』にも出演した。大人計画ウーマンリブvol.6「キラークイーン666」（作・演出　宮藤官九郎）に本人役で出演。
この他、テレビアニメ『逮捕しちゃうぞ』シリーズのエンディングテーマや、TBSラジオの環境キャンペーンテーマソングなどでも知られる。
デビュー25周年を迎えた2006年秋、「TAKAKO & THE CRAZY BOYS」として18年ぶりにバンド活動を再開。2枚組ベストアルバム『NEXT GATE 2006』やニューシングル「みんなに知って欲しいこと」「愛の剣」をリリース。10月よりライブツアー「NEXT GATE 2006」を開催した。『LIVING』の発売の前後は白いTシャツにジーンズという衣装でステージに立ったが、TAKAKO & THE CRAZY BOYS名義での活動時にはデニムのミニスカートをはいている。これは1980年代の衣装を大事に取っておいたもの。
2008年、バンドとして20年ぶりのニューアルバム『地球 〜HOSHI〜』をリリースした。

### 2010年代
2010年5月23日、第61回全国植樹祭神奈川大会でテーマソング「森へ行こう!」を雨の中120人の子供達と共に披露。
2011年には、市川徹監督の映画「TAKAMINE アメリカに桜を咲かせた男」の主題歌を担当し「SAKURA SAKURA 幸せの架け橋」を発表。作品にも北里柴三郎の妻・とら役で出演した。翌年にかけて市川徹監督がプロデュースする作品「町おこシネマ」の音楽を本田清巳と共に担当。
2011年東日本大震災の被災地に支援活動を続ける。「仮設住宅も完成し、生活はできるようになりましたが、でも、だからこそ、心を励ます歌が欲しい」という地元の人たちの声に応えて2012年に「陸前高田 松の花音頭」を制作。
2012年のその他活動には以下のものがある。
- 静岡県沼津市・浮島中学校「浮島のうた」：生徒が作った短歌をもとにした歌詞に白井が作曲し生徒と録音。
- 神奈川県清川村の子供達が歌う清川村 KIDS SONG 「みんなの未来」作詞作曲。
- 北九州・若戸大橋開通50周年を祝う歌「赤い橋の下で」作曲。

2013年夏、きたやまおさむから「僕の歌を歌い継ぐ歌姫」に抜擢され、きたやま主催のイベントにゲスト出演。秋、1987年に出演した豪雨の中のオールナイトロックフェス「BEAT CHILD」を記録したドキュメンタリー映画「ベイビー大丈夫かっ！BEAT CHILD 1987」が全国公開。アスペクタで開催された「BEATCHILD 復活祭」に出演。
2014年、ESD（持続可能な開発のための教育）のオフィシャルサポーター。ESDメッセージソング「僕らは大きな世界の一粒の命」作詞・作曲。CDは全国の小中学校に無料配布。振付は南流石。
2015年7月10日、KBS京都の番組「京都不思議百物語」で坂本龍馬の足跡をたどる旅に出演。11月1日、母校・京都女子高校のホームカミングデーで講演。
2016年6月15日、『涙河（NAMIDAGAWA）白井貴子「北山修/きたやまおさむ」を歌う』をリリース。6月25日、『涙河（NAMIDAGAWA）』発売記念コンサートを原宿クエストホールにゲストきたやまおさむを迎えて開催。11月23日、デビュー35周年アニバーサリーライブ「NEXT GATE 2016 Hippy Happy New Generation」を赤坂BRITZで開催。
2017年1月1日、京都国立博物館でFM Cocoloのカウントダウンライブに出演。春からRoots of The「涙河」キャラバンを開始。12月23日、佐倉市のウッシュトンホテル・ユーカリでディナーショーを開催。
2018年5月5日、京都・大原のたんば茶屋で田植えイベント「命の種まき」とアート展「Life is HEART」展を開催。6月、NHK-FMの番組「夜のプレイリスト」に5日間出演。
2019年1月12日、山形県大石田町応援ソング「なつかしい未来へ」を発表。1月19日、藤沢市・セゴビアスタジオでライブ「60 year's A Go Go ハッピーバースデー大感謝祭」を開催。会場内で個展「ありがとー MAMA FES」を同時開催。5月4日に京都・大原で、6月1日・2日に静岡・南伊豆マーガレットグラウンドで、自然体験のイベント「PEACE MAN CAMP」を開催。6月18日から7月7日まで、京都市の京都佛立ミュージアムで個展「母 TSUNAGU 未来展　祖母、母、白井貴子の三世代が奏でる愛のメッセージ」を開催。

### 2020年代
2020年、Flower's YELL テーマソング「花は咲いている」を発表。同年、神奈川県藤沢市にある相原農場で、化学肥料に頼らない有機農業に取り組む相原成行の指導のもと、大豆の栽培を開始。発芽の写真はオリジナルTシャツの絵柄に採用され、Tシャツはライブ会場などで販売された。収穫した大豆は料理家タカコナカムラのキッチン工房で手作り味噌に加工された。
2021年5月26日、ナレーションを担当した信越放送のドキュメント番組「とうちゃんは茅葺師」が放送。同番組は、2021年日本民間放送連盟賞テレビ番組部門で優秀賞を受賞し、2021年8月22日にBS-TBSでも放送。
2022年4月5日、「NEXT GATE 2022」のデジタル配信を開始。10月10日、神田明神ホールで「40周年アニバーサリーファイナル！ 『NEXT GATE 2022』Unplugged Live Let's Be Happy!」を開催。
リウマチとパーキンソン病を長患いした母親が、2022年5月に他界。藤沢市の実家で10年間在宅介護してきた体験を綴った初の著書「ありがとう Mama」（カラーフィールド出版、A5判144ページ）を2023年5月14日（母の日）に出版。著書発売を記念して大阪府豊中市の日本民家集落博物館でトーク&ミニライブ「ありがとう Mama」を開催。2019年の還暦ライブで母に贈った歌「Mama」をデジタル配信した。
2023年3月4日、「ミュージック・モア 2023 スプリングコンサート」に出演。共演者は山下久美子、相川七瀬。当日のもようは3月29日にTOKYO MX1で放送された。11月1日、1985年発売のアルバム『Flower Power』をリマスター＆リカッティングしたアナログ盤（LPレコード）で再発売。ジャケットの写真は旧盤と同じだが、タイトル表記は大文字の『FLOWER POWER』に、名義は THE を加えた「TAKAKO SHIRAI＆THE CRAZY BOYS」に変更。
2024年1月20日、横浜市の KT Zepp Yokohama で「未来へ咲かそう！『FLOWER POWER 2024』アルバム完全再現ライブ」を開催。同ライブは11月1日に大阪市の COOL JAPAN PARK OSAKA WWホールでも開かれた。5月、米米CLUB金子隆博が音楽プロデュースし20名を超えるアーティストたちによる令和6年能登半島地震被災地応援ソング「明日という名の種をまこう」に歌唱で参加。9月、2027年に横浜市で開かれる国際園芸博覧会「GREEN×EXPO 2027」の応援団長に就任。10月5日から2025年2月2日まで、京都佛立ミュージアムで「白井貴子「母TSUNAGU未来」展２〜ROCK QUEENの宝物 2025」を開催。
2025年1月19日、横浜市の KT Zepp Yokohama で「'86西武球場 再現ライブ！『NEXT GATE 2025』」を開催。3月31日、休館する神奈川県民ホールの「ファイナルコンサート」にゲスト出演し、自作の合唱曲「ふるさとの風になりたい」を神奈川フィルハーモニー管弦楽団と特別混声合唱団と共に歌唱。4月、福井県越前町の四ケ浦小学校と城崎小学校が統合されて開校した越前小学校に校歌を提供。

## CRAZY BOYS
1982年、ファーストアルバムのプロデューサーだった穂口雄右のアシスタント、藤本の協力でCRAZY BOYSの前身というべきバンド「白井貴子 & TICKET」を結成。メンバー構成は
- 太刀川紳一（ギター）
- 春山信吾（ベース）
- 片山敦夫（キーボード）
- 山田亘（ドラム）

1983年にはギターが太刀川紳一から南明男/明朗に変わり、『〜TICKET』から『〜南明男/明朗』へと名前を変える。ドラムは、TICKET時代からの山田ワタルから、1984年に西川貴博（浅香唯の夫）、最終的に河村智康へと3人も変わることになる。
「白井貴子 & CRAZY BOYS」のバンド活動は1985年から1988年までの3年間。本田清巳が加わりツインギター編成になった。
- 南明男/明朗（ギター 愛称：ナンチ or ナンさん）

サウスポーのギタリスト。CRAZY BOYS解散後バンド『グランプリ』で活動（現在は解散）。
- 本田清巳（ギター 愛称：ホンチ）

学生時代からギタリストを目指していた。売れない時代が長く中華料理店でバイトをしていた当時、オーナーから「料理人になれ!暖簾分けしてやる」と勧められたほど中華料理は上手。
1993年に白井と結婚。現在は、白井の個人事務所の社長業とギタリストの両立に忙しい。
- 春山信吾（ベース 愛称：ハルボー）
- 片山敦夫（キーボード 愛称：ポッポ）
- 西川貴博（ドラム） → 河村智康（ドラム 愛称：カースケ）

長い休止ののち、白井のデビュー25周年を記念して2006年に復活。バンド名に定冠詞「THE」が付いて「TAKAKO & THE CRAZY BOYS」または「TAKAKO SHIRAI & THE CRAZY BOYS」と表記される。
同じ頃からメンバーのジュニア世代が加わるようになり、2016年前後から「THE CRAZY BOYS + Jr.」と名乗っている。「＋Jr.」は固定せず、その時々の都合によって柔軟に入れ替わる。これまでにステージに立った主なメンバーは次の通り（2023年現在、順不同）。
- 南明朗（ギター）
- 本田清巳（ギター）
- 春山信吾（ベース） - 2022年11月1日他界（62歳没）[22]
- 片山敦夫（キーボード）
- 河村"カースケ"智康（ドラムス）
- 竹田元（キーボード）
- ラティール・シー（パーカッション）
- 山田直子（ベース）
- 河村吉宏（ドラムス） - 河村智康の息子
- 白井岬（ギター） - 白井貴子の甥
- 斎藤歌織（コーラス・フルート）
- 向江陽子（バイオリン・ピアノ）
- 式町水晶（バイオリン）
- 岡部晴彦（ベース）

## ディスコグラフィ

### シングル
|      | タイトル                   | リリース       | 名義                                                             | 発売元                     | 製造番号     |
| ---- | -------------------------- | -------------- | ---------------------------------------------------------------- | -------------------------- | ------------ |
| 1st  | 内気なマイ・ボーイ         | 1981年11月1日  | 白井貴子                                                         | CBS・ソニー                | 07SH1075     |
| 2nd  | ピローケースにさようなら   | 1982年2月25日  | 白井貴子                                                         | CBS・ソニー                | 07SH1122     |
| 3rd  | WEEKEND                    | 1982年5月21日  | 白井貴子                                                         | CBS・ソニー                | 07SH1167     |
| 4th  | SOMEDAY                    | 1982年8月25日  | 白井貴子                                                         | CBS・ソニー                | 07SH1199     |
| 5th  | イエスタデイズ・ドリーミン | 1983年4月21日  | 白井貴子                                                         | CBS・ソニー                | 07SH1282     |
| 6th  | WAKE UP HEART              | 1983年7月21日  | 白井貴子                                                         | CBS・ソニー                | 07SH1373     |
| 7th  | Same                       | 1983年10月21日 | 白井貴子                                                         | CBS・ソニー                | 07SH1411     |
| 8th  | この街にもいられない       | 1984年3月23日  | 白井貴子                                                         | CBS・ソニー                | 07SH1452     |
| 9th  | Chance!                    | 1984年6月21日  | 白井貴子                                                         | CBS・ソニー                | 07SH1521     |
| 10th | FOOLISH WAR                | 1985年3月21日  | 白井貴子 & CRAZY BOYS                                            | CBS・ソニー                | 07SH1612     |
| 11th | プリンセスTIFFA            | 1985年10月10日 | 白井貴子 & CRAZY BOYS                                            | CBS・ソニー                | 07SH1702     |
| 12th | Raspberry Gun              | 1986年4月21日  | 白井貴子 & CRAZY BOYS                                            | CBS・ソニー                | 07SH1764     |
| 13th | Next Gate                  | 1986年8月1日   | 白井貴子 & CRAZY BOYS                                            | CBS・ソニー                | 12AH2077     |
| 14th | COLOR FIELD                | 1986年11月12日 | 白井貴子 & CRAZY BOYS                                            | CBS・ソニー                | 07SH1847     |
| 15th | よくばりSunshine           | 1987年3月21日  | 白井貴子 & CRAZY BOYS                                            | CBS・ソニー                | 07SH1892     |
| 16th | Stand up Boy               | 1987年5月16日  | 白井貴子 & CRAZY BOYS                                            | CBS・ソニー                | 07SH1927     |
| 17th | DREAMIN' (夢見る想い)      | 1990年8月25日  | 白井貴子                                                         | ポリスター                 | PSDR-1009    |
| 18th | 輝きは草原の中に           | 1990年12月21日 | 白井貴子                                                         | ポリスター                 | PSDR-1019    |
| 19th | KISS OF WINDS              | 1991年2月25日  | 白井貴子                                                         | ポリスター                 | PSDR-1102    |
| 20th | いつか見たあの青い空       | 1991年8月25日  | 白井貴子                                                         | ポリスター                 | PSDR-1113    |
| 21st | ワイルドに行こう!          | 1993年4月21日  | 白井貴子                                                         | テイチク                   | TEDN-237     |
| 22nd | おもいでの海は永遠に青く   | 1993年7月21日  | 白井貴子                                                         | テイチク                   | TEDN-247     |
| 23rd | 抱きしめて                 | 1993年11月5日  | 白井貴子                                                         | テイチク                   | TEDN-259     |
| 24th | 名前のない愛でもいい       | 1994年6月1日   | 白井貴子                                                         | テイチク                   | TEDN-267     |
| 25th | あきらめないで             | 1995年5月10日  | 白井貴子                                                         | T-GRAND MUSIC              | TGDN-6       |
| 26th | 空を見上げて               | 1997年4月23日  | 白井貴子                                                         | ビクターエンタテインメント | VIDL-30007   |
| 27th | Blooming Days              | 2001年4月21日  | 白井貴子                                                         | ビクターエンタテインメント | VICL-35257   |
| 28th | 美しい地球                 | 2003年7月14日  | 白井貴子                                                         | ROD                        | ML-0007      |
| 29th | みんなに知って欲しいこと   | 2006年9月13日  | 白井貴子 & THE CRAZY BOYS                                        | Sony Music Direct          | MHCL-878     |
| 30th | 愛の剣                     | 2006年11月22日 | 白井貴子 & THE CRAZY BOYS                                        | ビクターエンタテインメント | VICL-36178   |
| 31st | 森へ行こう!                | 2010年         | 白井貴子 + THE PEACE ON EARTH                                    | ROD                        | POE-0001     |
| 32nd | SAKURA SAKURA 幸せの架け橋 | 2011年         | 白井貴子 + THE PEACE ON EARTH                                    | ROD                        | POE-0002     |
| 33rd | みんなのポニー             | 2011年         | 白井貴子 海老名少年少女合唱団                                    | ROD                        | POE-0003     |
| 34th | マッカチ・カニカニ音頭     | 2012年         | 白井貴子 鶴見川流域ネットワーキング・ライジャケ隊 & 日吉南小学校 | ROD                        | POE-0003     |
| 35th | 陸前高田 松の花音頭        | 2012年         | 白井貴子と陸前高田の子供達                                       | ROD                        | POE-0004     |
| 36th | 赤い橋の下で…              | 2013年         | 鎌倉規匠 feat. 白井貴子                                          | 音美都                     | onbeat-001   |
| 37th | みんなの未来               | 2014年         | 白井貴子と清川村の子どもたち                                     | ROD                        | POE-0007     |
| 38th | 愛の花を咲かそう           | 2014年         | 白井貴子                                                         | ROD                        | POE-0008     |
| 39th | NEXT GATE 2022             | 2022年4月5日   | 白井貴子                                                         | ROD                        | デジタル配信 |
| 40th | Mama                       | 2023年5月14日  | 白井貴子                                                         | ROD                        | デジタル配信 |

#### 非売品シングル
| タイトル                        | リリース | 名義                     | 補足                                      |
| ------------------------------- | -------- | ------------------------ | ----------------------------------------- |
| 倉田小学校校歌 〜大好き倉田小〜 | 1993年   | 白井貴子と倉田小学校児童 | 横浜市立倉田小学校校歌                    |
| ふるさとの風になりたい          | 2001年   | 白井貴子                 | 神奈川の合唱曲                            |
| 愛のために                      | 2004年   | 白井貴子                 | アイドリングストップ!! キャンペーンソング |
| 僕らは大きな世界の一粒の命      | 2014年   | 白井貴子                 | ESDメッセージソング                       |

### アルバム

#### オリジナル・アルバム
|      | タイトル                         | リリース       | 名義                      | 発売元               | 製造番号   |
| ---- | -------------------------------- | -------------- | ------------------------- | -------------------- | ---------- |
| 1st  | Do For Loving ―すべて愛のせいよ― | 1981年11月21日 | 白井貴子                  | CBS・ソニー          | 28AH1375   |
| 2nd  | I LOVE Love                      | 1982年10月21日 | 白井貴子                  | CBS・ソニー          | 28AH1465   |
| 3rd  | Pascal                           | 1983年7月21日  | 白井貴子                  | CBS・ソニー          | 28AH1556   |
| 4th  | HEART ATTACKER                   | 1984年5月1日   | 白井貴子                  | CBS・ソニー          | 28AH1716   |
| 5th  | Flower Power                     | 1985年4月21日  | 白井貴子 & CRAZY BOYS     | CBS・ソニー          | 28AH1847   |
| 6th  | Raspberry Kick                   | 1986年6月1日   | 白井貴子 & CRAZY BOYS     | CBS・ソニー          | 32DH398    |
| 7th  | COSMIC CHILD                     | 1987年7月29日  | 白井貴子 & CRAZY BOYS     | CBS・ソニー          | 50DH723/4  |
| 8th  | BOB                              | 1990年9月25日  | 白井貴子                  | ポリスター           | PSCR-1005  |
| 9th  | French Tough                     | 1991年9月25日  | 白井貴子                  | ポリスター           | PSCR-1029  |
| 10th | Good to be Wild                  | 1993年5月21日  | 白井貴子                  | テイチク             | TECN-20223 |
| 11th | BABY FACE                        | 1993年11月21日 | 白井貴子                  | テイチク             | TECN-20239 |
| 12th | LIVING                           | 1999年7月23日  | 白井貴子                  | ROD                  | TGCS-585   |
| 13th | HANA                             | 2001年7月4日   | 白井貴子                  | Antinos Records      | ARCJ3002   |
| 14th | 地球 -HOSHI-                     | 2008年2月6日   | 白井貴子 & THE CRAZY BOYS | Sony Music Direct    | MHCL-1283  |
| 15th | HAPPY BLUES No.1                 | 2012年12月5日  | 白井貴子 & 本田清巳       | キャピタルヴィレッジ | CVOV-10014 |
| 16th | 涙河（NAMIDAGAWA）               | 2016年6月15日  | 白井貴子                  | キャピタルヴィレッジ | CVOV-10032 |

#### ベスト・アルバム/12インチ・シングル他
| タイトル                               | リリース       | 発売元            | 製造番号    |
| -------------------------------------- | -------------- | ----------------- | ----------- |
| Rock Tonight（12"）                    | 1984年11月21日 | CBS・ソニー       | 12AH1817    |
| PRINCESS NIGHT（12"）                  | 1985年12月4日  | CBS・ソニー       | 18AH1967    |
| BEST 4 YOU（12"）                      | 1985年12月5日  | CBS・ソニー       | 12AH1979    |
| Golden Number                          | 1988年12月1日  | CBS・ソニー       | 32DH-5178   |
| Angel Smile - GOLDEN J-POP/THE BEST    | 1997年11月21日 | Sony Records      | SRCL-4130   |
| DREAM PRICE 1000 SOMEDAY               | 2001年10月11日 | Sony Music House  | MHCL-35     |
| TAKAKO & THE CRAZY BOYS NEXT GATE 2006 | 2006年9月13日  | Sony Music Direct | MHCL-879/80 |
| FLOWER POWER                           | 2023年11月1日  | Sony Music Direct | MHJL-255    |

#### ライブ・アルバム
| タイトル                                                      | リリース       | 名義                      | 発売元            | 製造番号    |
| ------------------------------------------------------------- | -------------- | ------------------------- | ----------------- | ----------- |
| “NEXTGATE”LIVE                                                | 1986年11月1日  | 白井貴子 & CRAZY BOYS     | CBS・ソニー       | 50DH542/3   |
| Marguerite River                                              | 1995年2月22日  | 白井貴子                  | テイチク          | TGCN-23009  |
| 白井貴子 & THE CRAZY BOYS 25TH ANNIVERSARY 〜NEXT GATE 2006〜 | 2007年12月19日 | 白井貴子 & THE CRAZY BOYS | Sony Music Direct | MHCL-1241/3 |

### 映像作品
| タイトル                                                 | リリース                                                     | フォーマット | 発売元            | 製造番号                                      |
| -------------------------------------------------------- | ------------------------------------------------------------ | ------------ | ----------------- | --------------------------------------------- |
| WE MUST CHANGE TAKAKO & CRAZY BOYS LIVE '85              | 1985年6月1日（VHS） 1985年7月21日（LD） 1985年7月21日（VHD） | VHS・LD・VHD | CBS・ソニー       | 96ZM-3025（VHS） 78LM-48（LD） 78VM-48（VHD） |
| She is a GO GO 82-85                                     | 1985年12月21日（VHS） 1986年2月1日（LD）                     | VHS・LD      | CBS・ソニー       | 96ZM-3049（VHS） 78LM-69（LD）                |
| Takako Shirai & Crazy Boys "NEXT GATE LIVE"              | 1986年12月21日（VHS） 1987年1月21日（LD）                    | VHS・LD      | CBS・ソニー       | 96ZH-121（VHS） 78LH-121（LD）                |
| Lips Clips                                               | 1988年6月22日                                                | VHS・LD      | CBS・ソニー       | 30ZH-176（VHS） 30LH-176（LD）                |
| WE MUST CHANGE TAKAKO & CRAZY BOYS LIVE '85 / Lips Clips | 2005年9月7日                                                 | DVD          | Sony Music Direct | MHBL-1030                                     |
| NEXT GATE LIVE                                           | 2007年2月14日                                                | DVD          | Sony Music Direct | MHBL-27                                       |

### タイアップ
| 楽曲                     | タイアップ                                                        | 時期   |
| ------------------------ | ----------------------------------------------------------------- | ------ |
| Chance！                 | シチズン 腕時計リビエール CMソング                                | 1984年 |
| プリンセス TIFFA         | カネボウ 「冬のキャンペーン」                                     | 1985年 |
| Next Gate                | 鈴木自動車 カーナ CMソング                                        | 1986年 |
| Coloer Field             | 富士フイルム カルディア CMソング                                  | 1986年 |
| よくばりSunshine         | 松下電器産業 CMソング                                             | 1987年 |
| Stand up Boy             | 映画『ウェルター』 エンディングテーマ                             | 1987年 |
| COSMIC CHILD             | OVA「ガルフォース2 デストラクション」 エンディングテーマ          | 1987年 |
| 名前のない愛でもいい     | 日本テレビ系列テレビドラマ「火曜サスペンス劇場」13代目主題歌      | 1994年 |
| 空を見上げて             | TBSテレビアニメ「逮捕しちゃうぞ」エンディングテーマ               | 1997年 |
| 空を見上げて             | TBSワンダフル枠アニメ「逮捕しちゃうぞ Special」エンディングテーマ | 1999年 |
| Blooming Days            | TBSテレビアニメ「逮捕しちゃうぞ SECOND SEASON」エンディングテーマ | 2001年 |
| りんごの花の木の下で     | JRグループ CMソング                                               | 2001年 |
| 美しい地球               | TBSラジオ環境キャンペーンテーマ曲                                 | 2003年 |
| みんなに知って欲しいこと | NHKみんなのうた2006年6月 - 7月オンエア曲                          | 2006年 |
| 愛の剣                   | Webアニメ「幕末機関説 いろはにほへと」エンディングテーマ          | 2006年 |

### 楽曲提供
- 荻野目洋子
  - 「ラストダンスは私に」 作詞：白井貴子、作曲：奥居香、編曲：須貝幸生・神長弘一・井上龍仁
- 小森まなみ
  - 「You」 作詞・作曲：白井貴子、編曲：川村栄二
- 林明日香
  - 「風椿」 作詞・作曲：白井貴子、編曲：山移高寛
  - 「神々の星」 作詞・作曲：白井貴子、編曲：山移高寛
- 早見優
  - 「Burning Illusion」 作詞：松本一起、作曲：白井貴子、編曲：南部昌江
  - 「ダウン・タウン・チャーミング」 作詞：松本一起、作曲：白井貴子、編曲：南部昌江
- 渡辺美里
  - 「追いかけてRAINBOW」 作詞：渡辺美里、作曲：白井貴子、編曲：後藤次利

ほか多数

### 参加作品
SHOT GUN BLUES
1990年4月8日 CBSソニー
ECHOESのアルバム「EGGS」収録曲。コーラス参加。
青空の下のHEAVEN
1993年7月25日 ポリドール PODH-1160
泉谷しげる、大友康平、中村あゆみ、南こうせつと共に『PEACE BIRDS ALL-STARS』としてレコーディング参加

## 出演
テレビ
- 世界ウルルン滞在記（1995年5月7日、TBSテレビ）
- ひるどき日本列島（1996年4月 - 1998年3月、NHK総合テレビジョン）
- 白井貴子のTAKUMI-匠-JAPAN（丹南ケーブルテレビ・J:COMチャンネル）

テレビCM
- 南アルプスの天然水（サントリー、1998年）
- 花王 「弱酸性ビオレ」（1999年 ‐ ） ‐ 大屋あけみ 役（声の出演）
- リオネット補聴器（2008年）

ラジオ
- 白井貴子のスマイルで行こう
- 白井貴子のオールナイトニッポン（ANN火曜2部 1983年10月 - 1986年9月、ニッポン放送）
- MBSヤングタウン 木曜日（MBSラジオ）
  - 島田紳助、土建屋よしゆきらと共に出演。この番組から、1986年、紳助がチーム監督として率い、ベテランレーシングライダー千石清一を擁する2輪レーシングチーム『TEAM SHINSUKE』が鈴鹿8時間耐久ロードレース（通称：鈴鹿8耐）に参戦。7月の最終日曜日に行われる決勝レースの前夜祭として、白井貴子 & CRAZY BOYSが鈴鹿サーキット内の特設野外ステージでライブ『NEXT GATE LIVE』を敢行、大成功を収める。ちなみに、この『NEXT GATE』は、鈴鹿8耐のテーマソングとして白井が作詞・作曲した楽曲である。レースの前夜祭に野外ライブが行われるのは鈴鹿サーキット史上初めてである。このライブの大成功がきっかけとなり、以後の鈴鹿8耐では、毎年必ずミュージシャンによる前夜祭ライブが行われることとなった。

- ストレートに抱きしめて（FM横浜）